# Brunette
Brunette, artistnamn för Elen Yeremyan, född 27 maj 2001 i Jerevan, är en armenisk sångare.
Brunette släppte sin debutsingel "Love the Way You Feel" 2019. Vid sidan av solokarriären är hon även en del av musikkollektivet Project 12 och tjejgruppen En aghjiknery (ThoseGirlz).
Hon representerade Armenien i Eurovision Song Contest 2023 med låten "Future Lover".